# Eugénio Lisboa
Pour les articles homonymes, voir Lisboa (homonymie).
Almeida Lisboa est un nom portugais ; le premier nom de famille (d'usage facultatif) est Almeida et le second est Lisboa.
Eugénio Lisboa, né le 26 mai 1930 à Lourenço Marques (auj. Maputo) au Mozambique portugais et mort le 9 avril 2024 à Lisbonne, est un essayiste, critique littéraire, enseignant et diplomate portugais.

## Biographie
Né à Lourenço Marques, Eugénio Lisboa part au Portugal pour faire ses études et son service militaire et obtient son diplôme en ingénierie électrotechnique. De 1958 à 1978 il travaille dans l'industrie pétrolière, mais dès 1974 il commence à assurer, en parallèle, des cours de littérature portugaise dans plusieurs universités (Lourenço Marques, Pretoria et Stockholm).
Il est également attaché culturel pendant 17 ans (1978-1995) à l'ambassade du Portugal à Londres et préside la Commission nationale de l'UNESCO (1996-1998).
Pour la radio, il adapte des textes de Jean Racine, Henrik Ibsen ou José Régio (pt) (1901-1969), dont il est un spécialiste.
Il collabore à de nombreux périodiques mozambicains (Diário de Moçambique, Notícias da Beira, Objectiva, Paralelo 20) et portugais (Jornal de Letras (pt), A Capital, Diário Popular, O Tempo e o Modo, Colóquio/Letras (pt), Nova Renascença, Oceanos ou Ler).
En 2012, il entreprend la publication de ses mémoires sous le titre Acta Est Fabula, dont le premier volume remporte le grand prix de littérature biographique décerné par l'Association des écrivains portugais (pt) (APE). Il l'achève en 2017 avec un sixième volume, Epílogo.

## Distinctions
Docteur honoris causa de l'université de Nottingham (1988) et de l'université d'Aveiro (2002), Eugénio Lisboa est également grand officier de l'ordre de l'Infant Dom Henri.
Le 30 août 2019, il reçoit les insignes de commandeur de l'Ordre de Sant'Iago de l'Épée.
- Grand officier de l'ordre de l'Infant Dom Henri